# Khoni
Khoni är en ort i Indien. Den ligger i distriktet Thane och delstaten Maharashtra, i den västra delen av landet, 1 100 km söder om huvudstaden New Delhi. Khoni ligger 15 meter över havet och antalet invånare är 22 687.
Terrängen runt Khoni är huvudsakligen platt, men norrut är den kuperad. Terrängen runt Khoni sluttar söderut. Runt Khoni är det mycket tätbefolkat, med 2 915 invånare per kvadratkilometer. Närmaste större samhälle är Bhiwandi, 1,9 km söder om Khoni. Trakten runt Khoni består till största delen av jordbruksmark.